# Winona Lake
Winona Lake é uma cidade  localizada no estado americano de Indiana, no Condado de Kosciusko.

## Demografia
Segundo o censo americano de 2000, a sua população era de 3987 habitantes.
Em 2006, foi estimada uma população de 4273, um aumento de 286 (7.2%).

## Geografia
De acordo com o United States Census Bureau tem uma área de
8,4 km², dos quais 7,5 km² cobertos por terra e 0,9 km² cobertos por água.

## Localidades na vizinhança
O diagrama seguinte representa as localidades num raio de 16 km ao redor de Winona Lake.